# Meta Quest 2
Die Meta Quest 2 ist ein Virtual-Reality-Headset von Meta. Die Brille kam unter dem Namen Oculus Quest 2 als Nachfolger der Oculus Quest auf den Markt und wurde im Oktober 2021 im Rahmen des Rebranding-Prozesses von Meta in Meta Quest 2 umbenannt.

## Geschichte
Die Brille wurde auf der Konferenz Facebook Connect 7 angekündigt und ab Oktober 2020 erstmals ausgeliefert.

## Gerät
Die Oculus Quest 2 verfügt über ein ähnliches Design wie die Oculus Quest bei einem reduzierten Gewicht, aktualisierte Technik, darunter einem Display mit höherer Bildwiederholrate und höherer Auflösung sowie verbesserten Controllern. Das System kann als eigenständiges Headset mit einem internen, Android-basierten Betriebssystem als auch mit Oculus-kompatibler VR-Software auf einem PC betrieben werden.

## Hardware
Das Design der Oculus Quest 2 ähnelt dem Vorgängermodell, jedoch wurde die schwarze, stoffbezogene Außenseite durch weißes Plastik sowie ein schwarzes Gesichtspad ersetzt. Mit einem Gewicht von 516 Gramm ist sie leichter als die Quest der ersten Generation (571 Gramm). Der Kopfriemen wurde zu einer stoffbasierten Version geändert (anstatt des elastischen Riemens der Oculus Quest).
Die Quest 2 verwendet den Qualcomm Snapdragon XR2 System-on-Chip mit 6 GB RAM (gegenüber 4 GB RAM beim Modell der ersten Generation).
Das Display ist ein einzelnes Fast-Switch-LCD-Panel mit einer Auflösung von 1832×1920 Pixel pro Auge, das mit einer Bildwiederholrate von bis zu 120 Hz arbeiten kann. Das Headset verfügt über eine physische Anpassung des Augenabstandes (IPD) bei 58 mm, 63 mm und 68 mm, die durch physisches Bewegen der Linsen in die jeweilige Position eingestellt wird.

## Rechtliche Situation in Deutschland
Die Meta Quest 2 war in Deutschland aufgrund eines Facebook-Konto-Zwangs bislang nicht über die offizielle Facebook-Verkaufsseite zu erwerben.
Die Meta Quest 2 Brille ist laut Hersteller für Jugendliche ab 13 Jahren geeignet.

## Weblink
- Website zur Meta Quest 2